# Qumran
Qumran (hebraisk: קומראן; arabisk: خربة قمران, Khirbet Qumran) er et arkæologisk interessant område ved den nordvestlige ende af Det Døde Hav nær den israelske kibbutz Kalya på den besatte Vestbred og administreret af Israels nationalpark Qumran. Dødehavsrullerne blev fundet i huler i nærheden.
Qumran blev muligvis oprettet i Johannes Hyrkanus' regeringstid (134–104 f.Kr.) og blev sandsynligvis raseret i 68 e.Kr. af den 10. romerske legion, Legio X Fretensis, ledet af Vespasian i den jødisk-romerske krig.
Fra 1951 blev der foretaget udgravninger af et klosterlignende anlæg. Det har været befæstet med et stort hjørnetårn, og der er gjort mange fund efter krige. I et særligt anlæg findes to bassiner, det ene kvadratisk og det andet 3 x 8 meter og en række udhuse med værksteder, en mølle, en stor ovn m.m. Møntfund angiver, at bygningen må være påbegyndt ca. 100 år f.Kr. med en afbrydelse forårsaget af et stort jordskælv 31 f.Kr. Omkring år 0 blev anlægget igen taget i brug, og mønterne fortsætter til år 68.
Stedets karakter er omdiskuteret. Alan D. Crown og Lena Cansdale mente, at Qumran i tiden 100 f.Kr. - 100 e.Kr. lå ved en betydningsfuld handelsvej, og at stedet var en befæstning. Norman Golb mente, det var et verdsligt fort, mens Yizhar Hirschfeld antog det for en befæstet villa tilknyttet den lukrative handel med balsam af Opopanax chironium langs vejen til En Gedi og Jeriko, Hyrkania og Jerusalem. Yizhak Magen og Yuval Peleg foreslog, at Qumran var en befæstning, der efterhånden blev et keramikværksted. Det er almindeligt antaget at Qumran er essæernes religiøse centrum, mens enkelte forskere mener at have identificeret stedet som den "saltets by", der omtales i Bibelen.
Mange af indbyggerne var pottemagere. Andre kan have været novicer, der håbede at slutte sig til essæerne efter et treårigt noviciat. I mellemtiden kunne de have arbejde på Jeriko-godset. Mere end 1000 er begravet på stedet. Mergeljorden i Qumran er langt nemmere at grave i end Jerusalems stengrund [kilde mangler], og det anses for sandsynligt, at mange af de døde blev fragtet ned fra højderne for at begraves i Qumran, måske sammen med dokumenter, man arkiverede i hulerne.